# Andrei Borissowitsch Rubzow

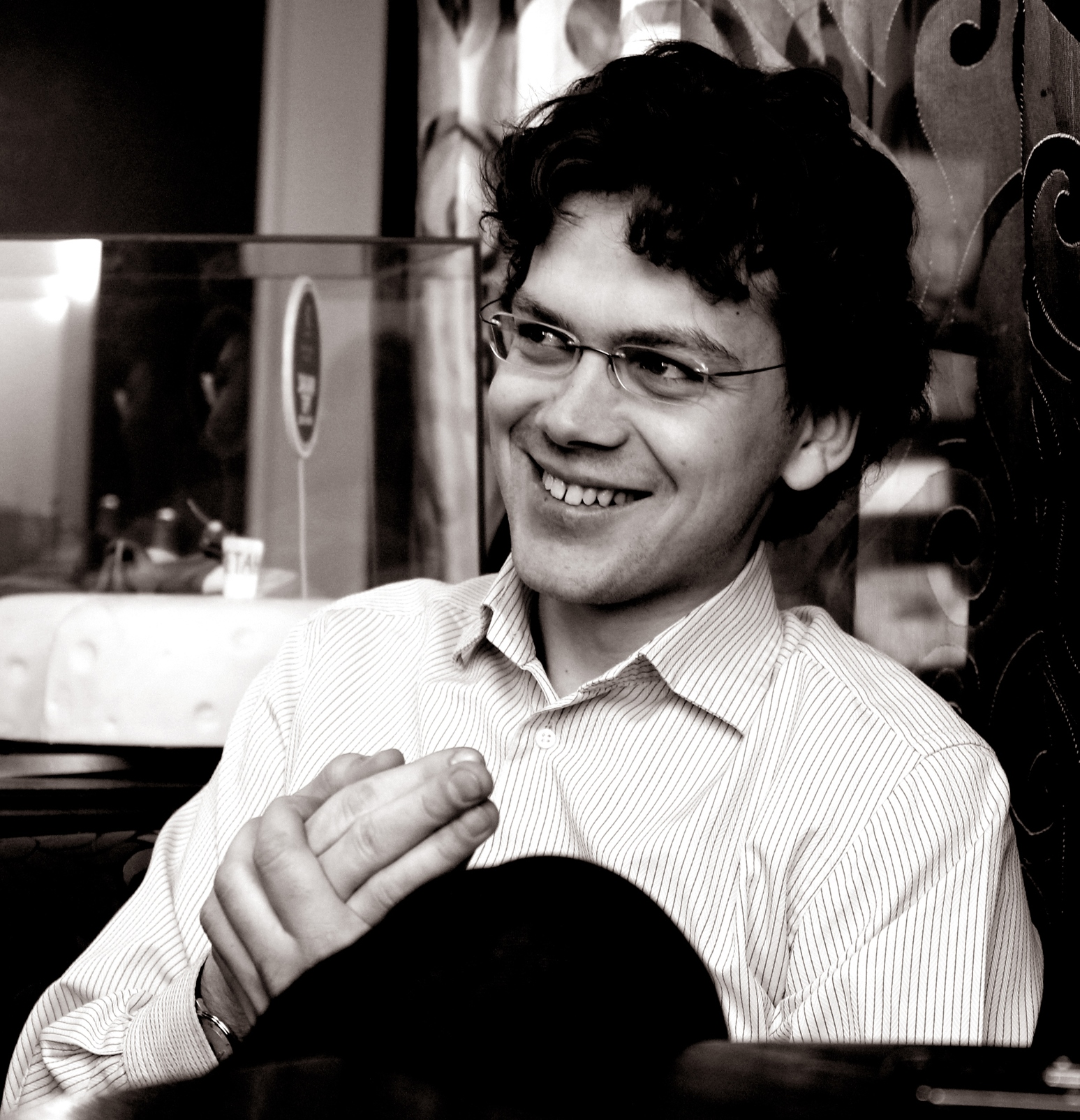
Andrei Rubzow (2011)

Andrei Borissowitsch Rubzow (russisch Андрей Борисович Рубцов, international Andrey Rubtsov; * 12. August 1982 in Moskau, Russland) ist ein russischer Oboist, Dirigent und Komponist.

## Leben
Andrei Rubzow besuchte in Moskau das Gymnasium Zentrale Musikschule und studierte anschließend am Konservatorium Oboe in der Klasse von Gennadi Kerenzow und Komposition bei Leonid Bobylejw bis 2005, danach Dirigat für weitere drei Jahre in der Klasse von Igor Dronow. Rubzow vertiefte das Fach Dirigieren im Rahmen eines Graduiertenstudiums in der Klasse von Colin Metters an der Royal Academy of Music in London, das er 2011 abschloss.
2001 wurde Rubzow bereits als Student Oboist des Russischen Nationalorchesters (RNO) und Mitglied dessen Bläserquintett, das 2005 beim Internationalen Kammermusikwettbewerb in Osaka einen ersten Preis errang. 2002 schlug Michail Pletnjow Rubzow vor, dass RNO zu dirigieren. 2004 debütierte er während der Wolga-Tour des Orchesters mit Pletnjow als Solist und den f-Moll und d-Moll Klavierkonzerten von Johann Sebastian Bach als Dirigent.
Nach Abschluss seiner Studienzeit in Schottland übernahm Rubzow 2012 die Dirigat-Assistenz von Donald Runnicles beim BBC Scottish Symphony Orchestra, war für das Royal Scottish National Orchestra und die Scottish Opera tätig, erhielt 2014 das Leverhulme-Dirigenten-Stipendiat am Royal Conservatoire of Scotland und spielt in verschiedenen Kammermusik-Ensembles.
Rubzow komponiert seit seiner Gymnasialzeit und stellte seine Werke ohne Urheberrechtsansprüche auf YouTube und weiteren Webplattformen zur Verfügung. Das 2002 komponierte Quintett Three Moods wurde von Holzbläser-Ensembles aufgegriffen und gehört inzwischen zu deren Standardrepertoire.
Rubzows Concerto for Oboe and String Orchestra wurde 2016 von MDG auf dem Tonträger Russian Oboe Concertos: Eshpai, Kikta, Rubtsov mit der Solistin Maria Sournatcheva und dem Göttinger Symphonie Orchester unter Christoph-Mathias Mueller veröffentlicht. Die Einspielung wurde 2017 mit dem Echo-Klassik in der Kategorie Konzerteinspielung des Jahres ausgezeichnet.

2016 stellte Julia Fischer mit dem Kammerorchester Academy of St Martin in the Fields Rubzows Chamber Symphony dem Publikum während ihrer Deutschland-Tournee vor. 2018 führte Fischer Rubzows Komposition Violin Concerto bei den Festspielen Mecklenburg-Vorpommern mit der Deutschen Streicherphilharmonie unter dem Dirigat von Michael Sanderling auf.

## Kompositionen (Auswahl)
- Three Moods. (Holzbläserquintett, komponiert 2002)
- Kiss of wind. (Choreografiert von Andrei Melanin für die Aufführung am Bolschoi-Theater im Rahmen des 2. Workshops für Neue Choreografien 2005)[10]
- Christmas Divertimento. (Weihnachtsgeschichte für Sprecher, Oboe, Gitarre, Klavier, Streicher und Kinderchor, Uraufführung im Dezember 2013 in Tschaikowski-Saal des Moskauer Konservatoriums)[11]
- The Scarlet Flower. (Vertontes Märchen von Sergei Aksakow, Aufführung in der Konzertsaison 2014/15 durch das Russischen Nationalorchester mit dem Sprecher Aleksander Oleschko und 2018 als Kindermärchen am Wachtangow-Theater in Moskau)[12][13]
- Concerto for Oboe and String Orchestra. (komponiert 2003)
- Chamber Symphony. (komponiert 2018)
- Violin Concerto. (komponiert 2013)

## Diskografie (Auswahl)
- Julia Fischer. Bach Concertos. U. a. mit Johann Sebastian Bach: Konzert c-Moll für zwei Cembali BWV 1060 mit dem Orchester Academy of St Martin in the Fields und den Solisten Julia Fischer und Andrei Rubzow, Decca Records 2009. Aufnahme zwischen dem 2. und 4. Juni 2008 in St Paul’s, Deptford, London.